# Porsangers kommun
Porsangers kommun (norska: Porsanger kommune, nordsamiska: Porsáŋggu gielda, kvänska: Porsangin komuuni) är en kommun i Finnmark fylke i norra Norge. Kommunen är den ytmässigt tredje största i landet efter de närbelägna Kautokeino kommun och Karasjoks kommun). Den ligger som en hästsko runt Porsangerfjorden.
Porsanger kommun är den enda officiellt trespråkiga och trekulturella kommunen i Norge, med nordsamiska, kvänska och norska som officiella språk.
Kommunens centralort och enda tätort är Lakselv som ligger längst inne i Porsangerfjorden.
Porsanger Museum är ett kommunalt museum, som ligger i en tidigare skolbyggnad i Skoganvarre.

## Administrativ historik
Porsangers kommun bildades på 1830-talet, samtidigt med flertalet andra norska kommuner. Kommunen hette då Kistrands kommun och genomgick under 1800-talet flera delningar. 1851 bildades Kautokeino kommun, 1861 Nordkapps kommun och 1866 Karasjoks kommun. 1964 bytte kommunen namn från Kistrands kommun till Porsangers kommun.
Sedan 2004 har kommunen tre officiella namn med samma status. Porsángu på nordsamiska, Porsanger på bokmål och Porsanki på kvänska.

## Tätorter
I Porsangers kommun finns en tätort:
- Lakselv (centralort)

## Socknar
Inom Norska kyrkan motsvaras Porsangers kommun av Porsangers socken i Indre Finnmarks prosteri i Nord-Hålogalands stift.

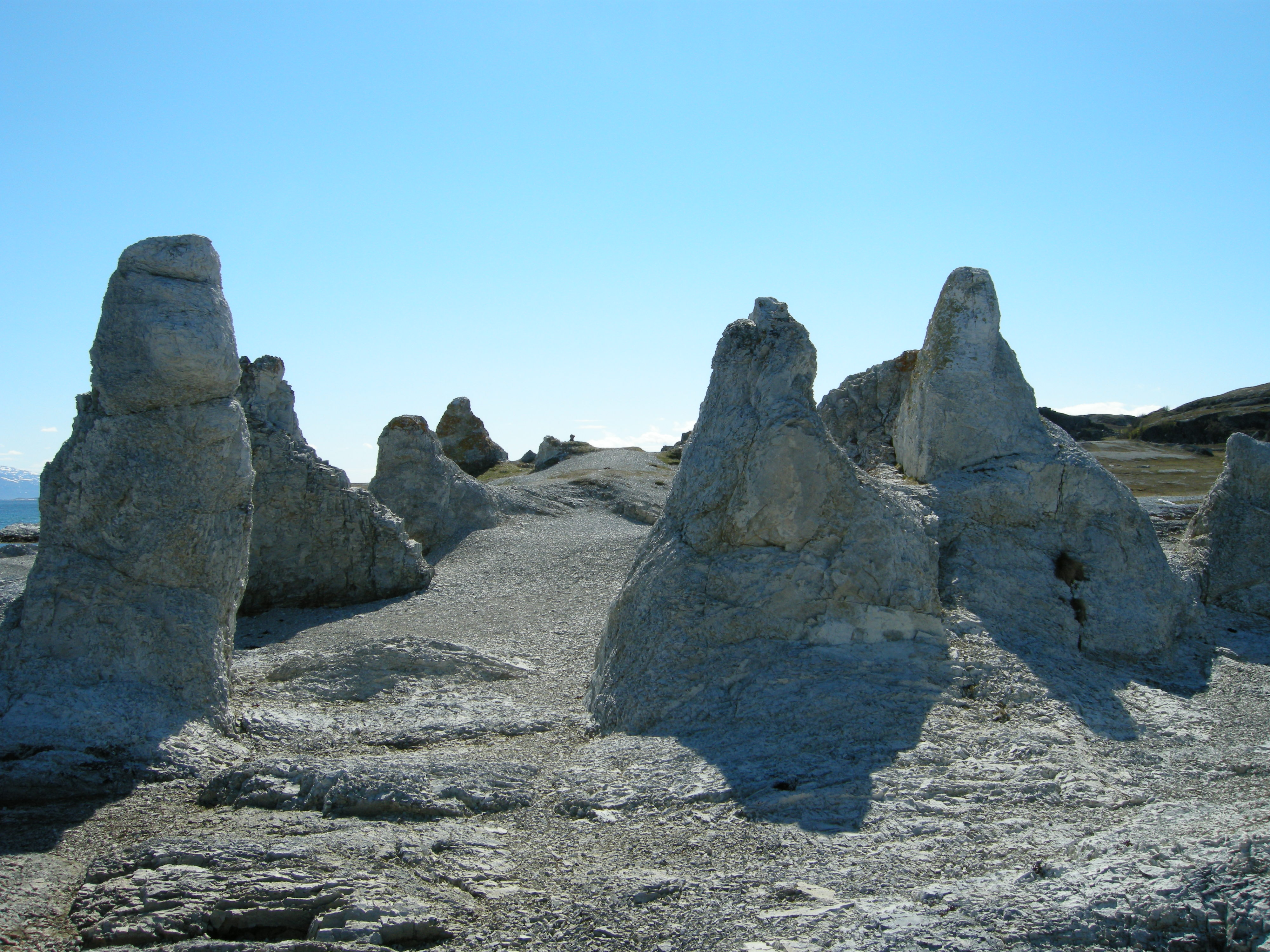
Stenformationer vid Trollholmsund.